# Білоуський заказник
Білоу́ський зака́зник — гідрологічний заказник місцевого значення в Україні. Розташований у межах Чернігівського району Чернігівської області, в районі сіл Юр'ївка, Табаївка.
Площа 273 га. Статус дано згідно з рішенням Чернігівського облвиконкому від 24.12.1979 року № 561; від 27.12.1984 року № 454; від 28.08.1989 року № 164. Перебуває у віданні: Довжицька, Мохнатинська, Рудківська сільські ради.
Статус дано для збереження водно-болотного природного комплексу в долині річки Білоус.

## Галерея

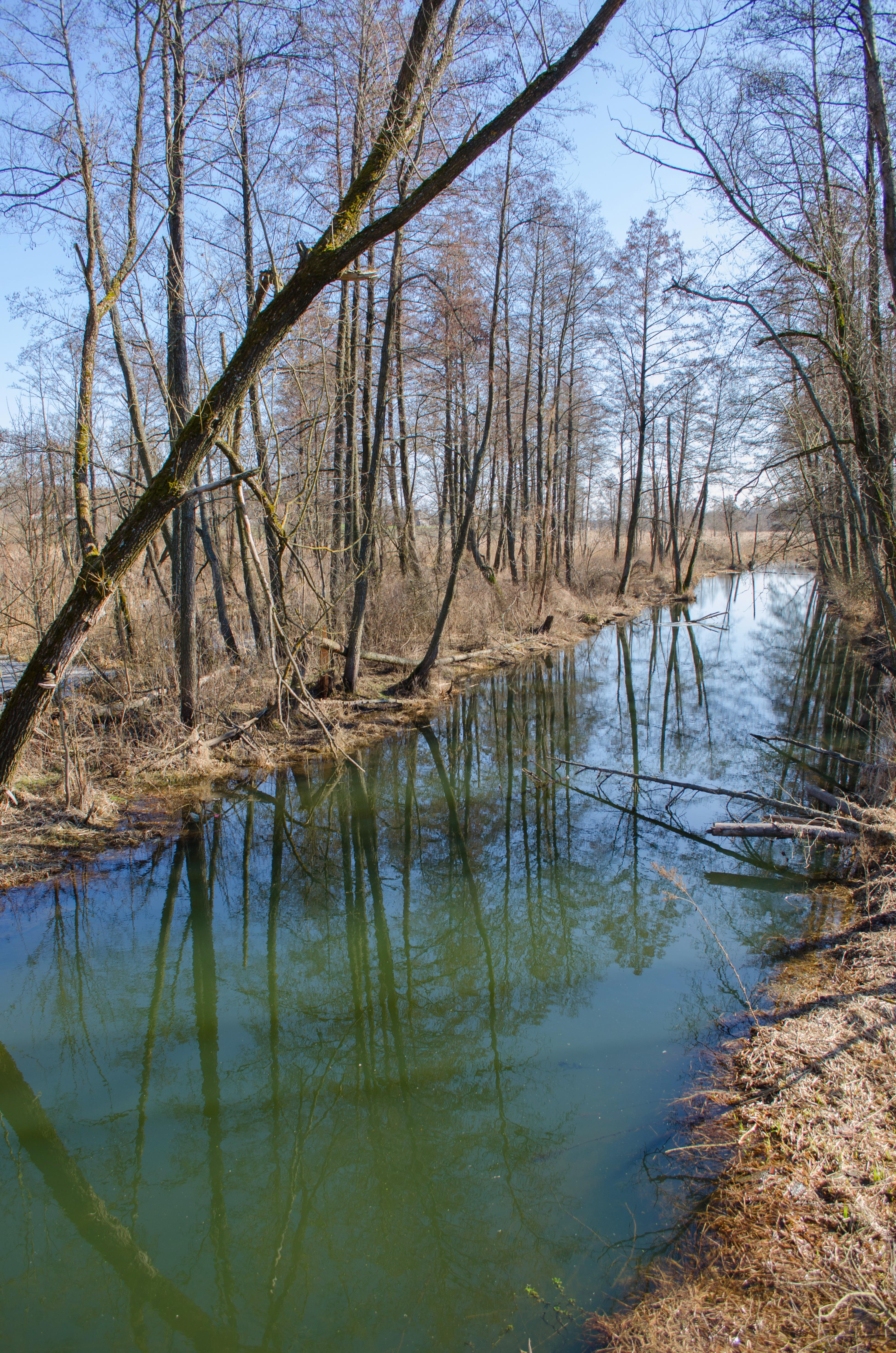
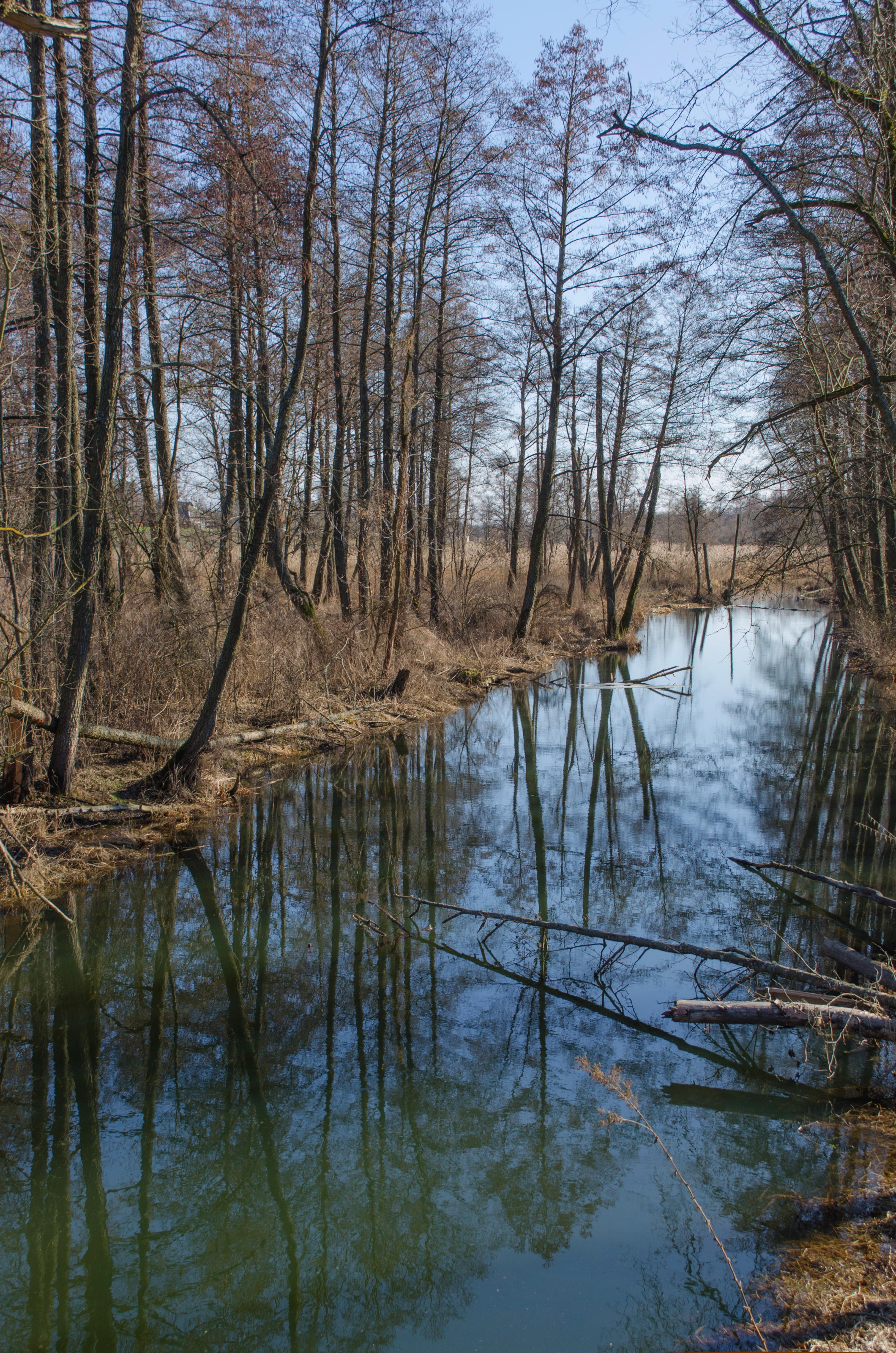
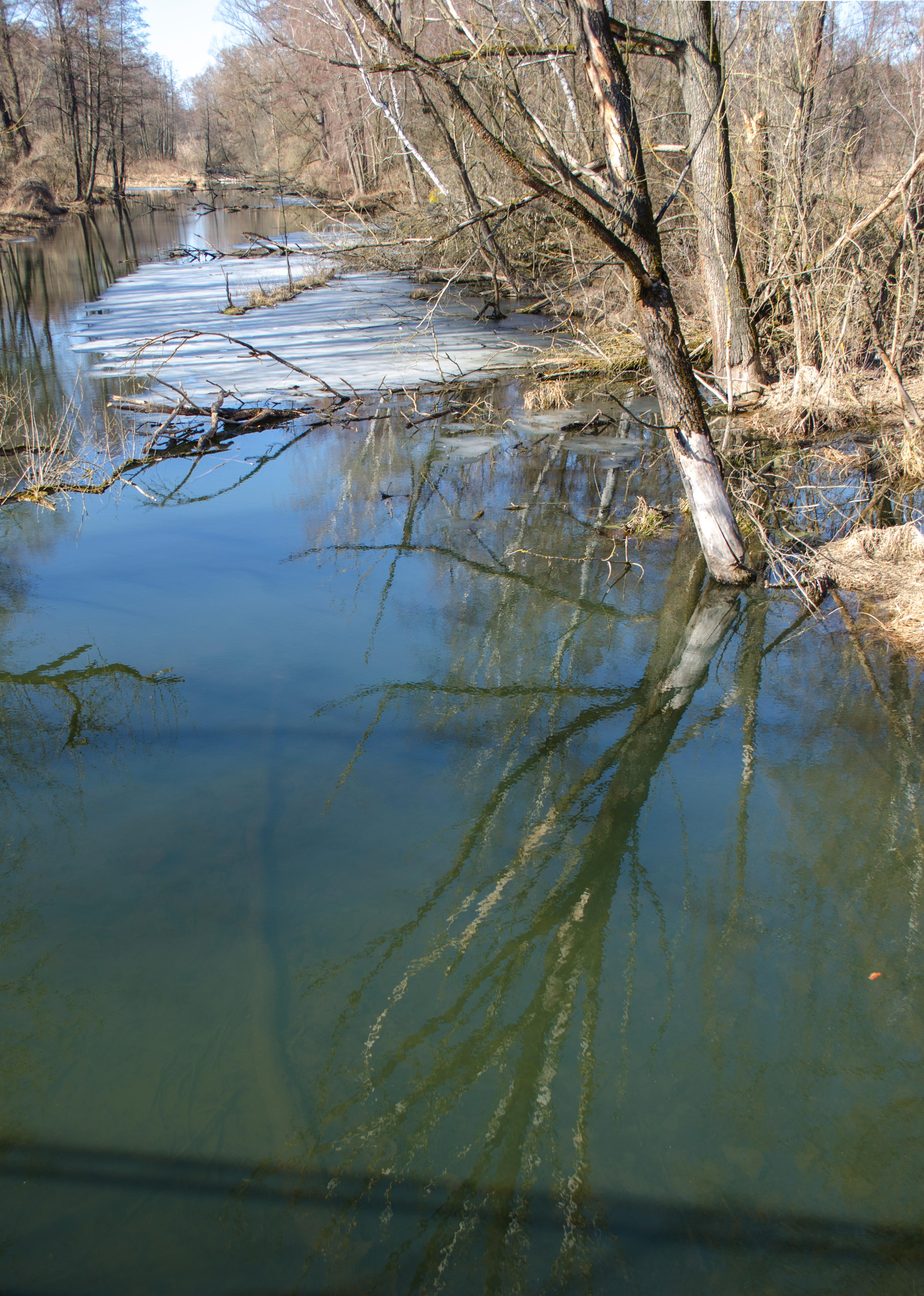